# Charaxes aristogiton
Charaxes aristogiton is een vlinder uit de familie van de Nymphalidae. De wetenschappelijke naam van de soort is voor het eerst geldig gepubliceerd in 1866 door Cajetan Freiherr von Felder & Felder.